# Konstanz-Fürstenberg
Konstanz-Fürstenberg – przystanek kolejowy w Konstancji, w dzielnicy Fürstenberg, w kraju związkowym Badenia-Wirtembergia, w Niemczech.
| Konstanz-Fürstenberg                   |  |                                         |
| Linia Hochrhein                        |  |                                         |
| Konstanz-Wollmatingenodległość: 1,3 km |  | Konstanz-Petershausen odległość: 0,8 km |